# Rudolice v Horách

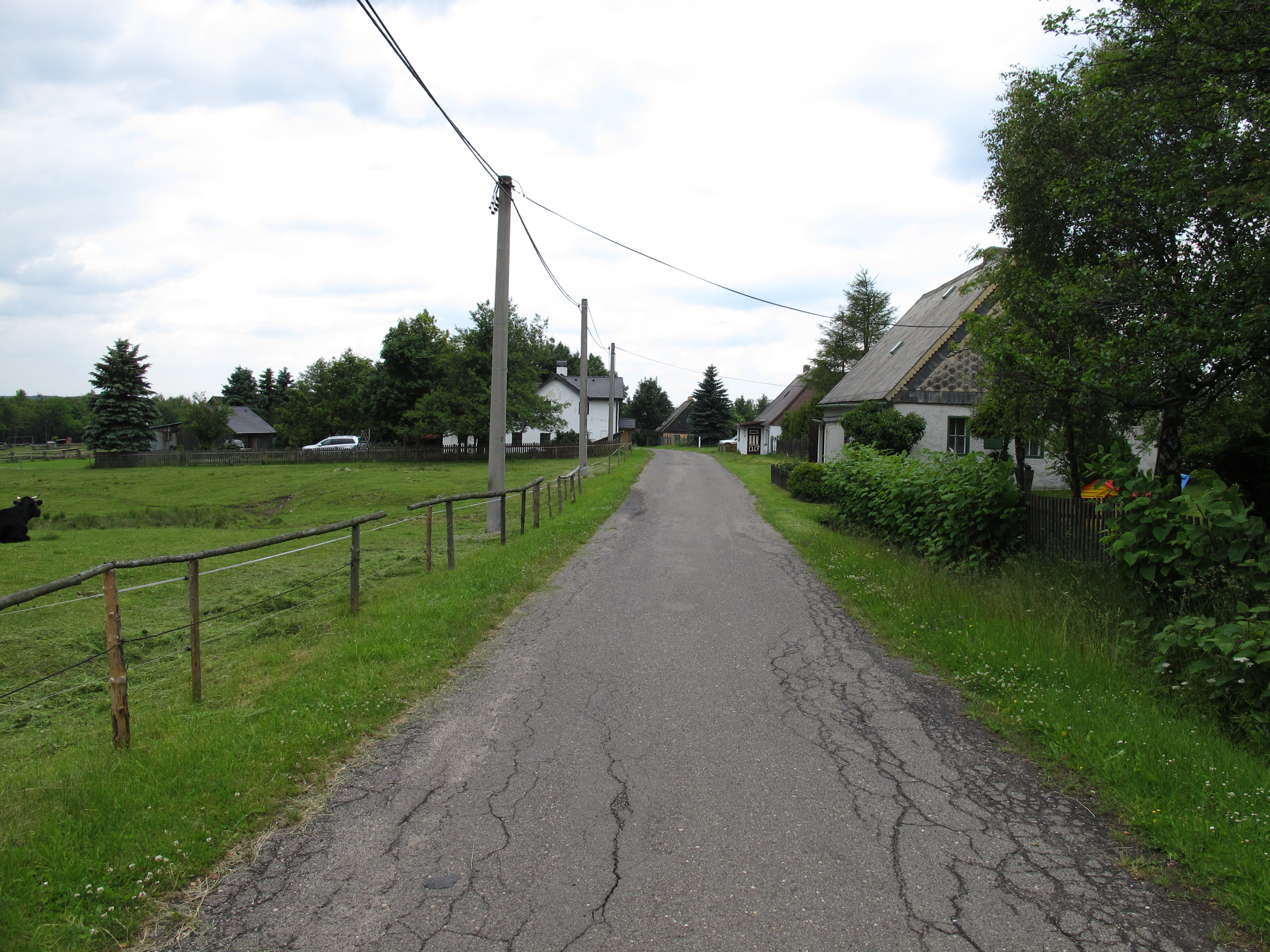
Rudolice v Horách

Rudolice v Horách (deutsch Rudelsdorf) ist ein Ortsteil von Hora Svaté Kateřiny in Tschechien.

## Geographie
Rudolice befindet sich auf einer abgerodeten Anhöhe südwestlich von Malý Háj auf dem Kamm des Erzgebirges.

## Geschichte
Die erste Erwähnung des Dorfes stammt aus dem Jahr 1606. Ähnlich wie Kleinhan war auch dieses Dorf ein Teil der Herrschaft Rothenhaus. Ab 1850 war die Ortschaft Teil des Gerichtsbezirks Katharinaberg.
Die Einwohner lebten zu Anfang des 20. Jahrhunderts vornehmlich von der Spielzeugproduktion, Kleinhan kam als Ortsteil zu Rudelsdorf. Nach dem Zweiten Weltkrieg wurden die meisten Deutschen vertrieben und das Dorf fand kaum noch neue Einwohner. 1953 erfolgte die Eingemeindung nach Hora Svaté Kateřiny. Im Jahr 2001 bestand das Dorf aus neun Wohnhäusern, in denen 16 Menschen lebten. Heute lebt die Gemeinde vor allem als Wochenenddomizil für die Einwohner der Region Most.

## Entwicklung der Einwohnerzahl
| Jahr | Einwohnerzahl |
| ---- | ------------- |
| 1869 | 347           |
| 1880 | 372           |
| 1890 | 324           |
| 1900 | 344           |
| 1910 | 302           |

| Jahr | Einwohnerzahl |
| ---- | ------------- |
| 1921 | 268           |
| 1930 | 270           |
| 1950 | 29            |
| 1961 | 41            |
| 1970 | 42            |

| Jahr | Einwohnerzahl |
| ---- | ------------- |
| 1980 | 19            |
| 1991 | 12            |
| 2001 | 16            |
| 2011 | 11            |

## Trivia
Das bemerkenswerte ist die für die Region ungewöhnlich hohe Anzahl von Teichen. Etwa ein Kilometer westlich befindet sich der Rudolický rybník (Alter Teich). Etwa ein Kilometer weiter liegt der Neue Teich, durch den der Telčský potok fließt. Zwei Kilometer südwestlich dann der Kachní rybník oder Hájkův bzw. Sběrný (Anwed(e)l Teich bzw. Amandlteich). Er wird durch den Nivský potok mit Wasser versorgt. Im Loch befindet sich der letzte der vier Teiche, der Telčský rybník (Loch-Teich, bzw. Töltschteich). Bei ihm befand sich früher eine Mühle (Lochmühle), eine Stampfe (Lohstampf) und ein Malzhaus. Diese Gebäude wurden jedoch nach dem Krieg zerstört. Alle Teiche haben klares Wasser. An den Ufern wachsen seltene Birken.